# Au vallon de Cherizy
Au vallon de Cherizy est un poème de Victor Hugo, écrit en juillet 1821, et publié en 1928 dans le recueil Odes et Ballades.
Victor Hugo l'écrit alors qu'il est sur la route de Dreux pour rejoindre Adèle Foucher. Composé de treize strophes, ce poème décrit la solitude et le calme du passage de l'Eure à Cherisy, village d'Eure-et-Loir près de Dreux.

## Histoire
Adèle Foucher était une amie d'enfance de Victor Hugo depuis 1809. Son père, Pierre Foucher, était greffier au tribunal à Paris, et ami des parents de Victor. Agé de 19 ans, il veut lui déclarer sa flamme, alors qu'elle est à ce moment en vacances à Dreux avec sa famille.
Pour la rejoindre, il lui faut quitter Paris et rejoindre Dreux. À l'époque, le trajet en calèche de 25 francs aurait été trop onéreux, il décide alors de faire le trajet à pied. Il lui faut donc trois jours, du 16 au 19 juillet 1821, pour venir à bout du trajet d'environ 80 km.
Après une halte à Versailles, il s'arrête le 19 juillet à Cherisy, un petit village en périphérie de Dreux connu pour son vallon creusé par la rivière de l'Eure. Cherisy s'orthographiait à l'époque avec un « z » et était peuplé de 1 122 habitants. Il aurait écrit le poème en contrebas du pont de l'Eure, sur la route de Paris, près du moulin.

## Analyse
Le poème est divisé en seize strophes de quatre à six vers chacune et célèbre la beauté de la nature et rend hommage aux émotions qu'elle peut susciter en nous. Le poème est écrit comme le discours d’un narrateur s'adressant directement au vallon, à la troisième personne.